# Vasilije III., veliki knez Moskve
Vasilije III. (25. ožujka 1479. – 3. prosinca 1533.), bio je veliki knez Moskve od 1505. godine.

## Mladost
Vasilije III. je bio mlađi sin Ivana III. Velikog i Sofije Paleolog. Tijekom svoja prva dva desetljeća života on se nalazi u središtu dvorskih spletki za vlast koje ga nastoje postaviti za budućeg velikog kneza umjesto Ivanovog unuka Dimitrija. Te spletke na prijelazu u novo stoljeće ostvaruju uspjeh tako da Vasilije biva proglašen prijestolonasljednikom. S tako sređenim nasljeđivanjem Ivana III. je još samo htio da doživi rođenje Vasilijevog sina zbog čega 1502. godine organizira njegovo vjenčanje. U izboru između 1500 ponuđenih djevica prijestolonasljednik pravi za dinastiju gotovo katastrofalnu grešku ženeći onu koja mu ne može dati djece.

## Veliki knez
Smrću oca 27. listopada 1505. godine Vasilije III. postaje djelomično osporeni veliki knez Moskve. Tek smrću svoga nećaka Dimitrija 1509. njegova je vlast osigurana. Bez obzira na te prvobitne probleme odmah po preuzimanju vlasti Vasilije III. nastavlja politiku oca koja se sastojala od rata protiv Litve i aneksije nezavisnih ruskih državica. Prva njegove žrtva nakon sređivanja stanja u državi 1510. godine postaje republika Pskov., čiji istoimeni glavni grad nakon aneksije je drugi po veličini grad velike kneževine. Rat koji se potom nastavlja protiv Litve započinje velikom pobjedom kada snage Vasilija III. osvajaju Smolensk 1514. godine, nakon čega napokon prestaju promjene vlasnika ovoga grada. Odgovor na tu pobjedu postaje mobilizacija poljsko-litvanskih snaga koje 8. rujna 1514. uništavanju Moskovsku vojsku od 40 tisuća vojnika u bitci kod Orše. Efekt toga poraza postaju zaustavljanje daljnjeg širenja države Vasilija III. koji će ubrzo potpisati mir s opasnim protivnikom. Tadašnju vojnu slabost države iskorištava Krimski Kanat čija vojska dolazi 1519. godine sve do Moskve gdje joj je veliki knez bio prisiljen platiti otkupninu da se vrati kući. Potreba vraćanja barem slike negdašnjeg sjaja rezultira aneksijom Rjazanja 1521. godina, kao i Novgoroda-Severnoga godinu dana poslije. Do kraja njegove vladavine desetak godina mira pomaže državnom oporavku tako da je ona u mogućnosti 1531. godine nametnuti Tatarskom Kanatu svoga čovjeka na vlast.

## Obitelj
Uništenje vojske u ratu s Litvom nije uspio niti spasiti potom sklopljeni pobjednički mir. Još kada je vojska Krimskog Kanata došla do Moskve počele su ponovno spletke za mogućnost obaranja velikog kneza bez djece u korist njegovih rođaka. Odgovor Vasilija je bilo njihovo protjerivanje, kao i protjerivanje mitropolita koji ih je podržavao. Svjestan nužnosti dobivanja nasljednika Vasilije III. se rastavlja 1525. godine, a nedugo zatim ponovno ženi. U tom drugom braku mu se napokon 1530. godine rađa duboko priželjkivani sin Ivan IV. Grozni.  U godini njegove smrti rađa mu se još i drugi sin imena Juraj.
Vasilije III. umire od otrovanja krvi 3. prosinca 1533. godine određujući prije smrti svoju suprugu Elenu za sinova regenta.
| Prethodnik:      | knez Moskve | Nasljednik:     |
| Ivan III. Veliki | knez Moskve | Ivan IV. Grozni |